# Marie Tereza Francouzská (1667–1672)
Marie Thérèse (2. ledna 1667 – 1. března 1672) byla čtvrtým dítětem a třetí dcerou francouzského krále Ludvíka XIV. a jeho manželky Marie Terezy Habsburské. Jako dcera krále byla princeznou a později získala titul Madame Royale, jakožto nejstarší přeživší králova dcera. Marie Tereza nepřežila své dětství, ve věku pěti let zemřela na tuberkulózu.

## Život
Marie Tereza se narodila 2. ledna 1667 v Château de Saint-Germain-en-Laye. Její rodiče ji pokřtili v Louvru v roce 1668. Oba rodiče ji měli velmi rádi a její matka si přála, aby se stala později královnou její rodné země, Španělska. Jako princezna byla Marie Tereza titulována jako její výsost, později byla ale oslovována jako "Madame Royale".
Malá Marie Tereza zemřela dne 1. března 1672 v Château de Saint-Germain-en-Laye a byla pohřbena v Saint-Denis. Zemřela na nedoléčenou tuberkulózu.
Tři měsíce po její smrti se narodil jejímu otci levoboček Ludvík César, kterého zplodil s milenkou Madame de Montespan, čímž byl oficiálně ukončen smutek na královském dvoře.